# Bleiburg: Titova dozvola za genocid
Bleiburg: Titova dozvola za genocid, američki dokumentarni film iz 2018. godine.
Djelo je američkog redatelja i producenta hrvatskog podrijetla Nikole Kneza. Film je snimljen za američku odnosno svjetsku publiku radi toga da se konačno na pravi način javnost informira i svijetu prikaže stvarno stanje stvari nakon drugog svjetskog rata u novoosnovanoj masonskoj Jugoslaviji. Film osim što se bavi 1945., zbivanja iz 1941. povezuje s 1991. godinom. Autor namjerava prikazati neprekinutu crtu zločina kroz cijelo doba postojanja Jugoslavije iz čega je vidljivo da je umjetna tvorevina Jugoslavija započela svoje postojanje kao teroristička organizacija, živjela kao tamnica hrvatskog naroda u kojoj je smaknuto preko 1,2 milijuna ljudi prema službenima engleskim i američkim podatcima, i kroz čije je logore, torture i ispitivanja prošlo preko 3,7 milijuna ljudi, a prestala je postojati masovnim ubijanjem civila na Ovčari, rušenjem jednog cijelog grada Vukovara. Prikazana su jedinstvena svjedočanstva engleskih časnika, pripadnika 8. britanske armije stacioniranih na Bleiburgu, partizana pokajnika i ubojica, preživjelih hrvatskih civila koji su preživjeli bleiburški masakr te izjave povjesničara i istraživača počinjenih zločina. Obrađeni su povijesni dokumenti, novootkrivene masovne grobnice čime film jasno opisuje kršenje međunarodnog prava koje je dovelo do bleiburške tragedije odnosno masovnog ubijanja hrvatskog naroda. Autor je u svezi s filmom rekao "Želja mi je dati glas hrvatskom narodu koji je bio žrtva zločina totalitarnog komunističkog režima, tražiti formalno priznanje vlade za počinjene zločine bivše jugoslavije, upotrijebiti svjedočenje žrtava i nedavno otkrivenu potvrdu zločina kako bi se podigla javna svijest o potrebi okončanja državne korupcije, suzbijanja dokaza i stalnog oponašanja mitova da nije počinjen nikakav zločin, dovođenje počinitelja na sud, potaknuti inicijative javne politike koje se usredotočuju na demokratsku izgradnju nacije, transparentnost i prijenos moći daleko od starih elita u pokušaju da se nastavljaju nedemokratske prakse koje i dalje pogađaju našu hrvatsku državu."
Knez je dobio posebnu nagradu žirija za dokumentarni film, a s dr. Dorothy McClellan posebnu nagradu žirija za scenarij na Međunarodnom filmskom festivalu Worldfest u Houstonu, najstarijem neovisnom filmskom festivalu na svijetu.

## Vanjske poveznice
- Direktno.hr  Arhivirana inačica izvorne stranice od 14. veljače 2021. (Wayback Machine) Feljton Antuna Babića: Za pokolj Hrvata na Bleiburgu odgovorni su zločinac Tito i Englezi